# 特別行動指揮處
特別行動指揮處（英語：Special Operations Command，簡稱 SOC）是新加坡警察部隊下屬的戰術單位，專責應對騷亂控制及高風險事件。該指揮處於1992年9月10日成立，旨在整合各專業部隊為一支統一的戰略後備力量，供常規警力於應急計劃及嚴重公共秩序事件中調用。
現任指揮官為高级助理总监Arthur Law Kok Leong，副指揮官為助理总监Koh Tee Meng。

## 組織架構與下轄單位
特別行動指揮處下轄多個全職單位，包括：
- 警察机动部队（Police Tactical Unit，PTU）
- 特工与拯救单位（STAR）
- 警犬组（Police K-9 Unit）

此外，SOC亦設有輔助單位，其人員主要隸屬於新加坡警察部隊其他部門，必要時以副職身份支援行動：
- 危機談判組（CNU）
- 特別女子任務小組（Special Women Task Team，SWTT）
- 聯合國維和部隊（UNPKF）

位於女皇道基地的特別行動訓練指揮部（英語：Special Operations Training Command，SOTC）亦隸屬於SOC，負責專業訓練工作。

## 歷史沿革

### 儲備部隊的起源
1950年玛丽亚·赫托事件引發騷亂，造成18人死亡。事件後，新加坡警方於1952年6月在惹蘭優諾士（Jalan Eunos）的甘榜巴達克（Kampong Batak）成立防暴隊（Riot Squad），初期由60名警員組成，專門接受鎮暴訓練。1952年10月，該部隊更名為「儲備部隊」（Reserve Unit，RU），並擴編為三個各由50人組成的小隊。同年12月正式投入運作，首任指揮官為助理警司戴維斯（ASP J. H. Davies）。1955年8月，儲備部隊遷至其位于翡珑山的首個永久基地。同時，其任務擴展至搜索與救援。經歷福利巴士工潮及華文中學暴動後，該部隊裝備升級，增配催淚瓦斯及煙霧彈，並開始訓練其他警員掌握防暴技能。其後更增設第四小隊，專責應對非法罷工，駐紮於舊禧街警察局，由助理警司ASP Michael Chai領導。
在1963至1965年間新馬合併時期，儲備部隊曾接收來自馬來西亞联邦后备部队的支援人力。1965年8月9日新加坡脫離馬來西亞後，联邦后备部队撤離新加坡，儲備部隊被迫自行增訓人員填補空缺，並更名為「警察儲備部隊」（Police Reserve Unit，PRU）。截至1965年底，警察儲備部隊擴展至五支部隊，共15個小隊。

### 特別行動指揮處的成立
1992年9月10日，新加坡警方將警察特遣部隊（Police Task Force）、警察戰術小組（Police Tactical Team）及警犬组（Police Dog Unit）整合，正式成立「特別行動指揮處」（SOC）。1993年，特工与拯救单位（STAR）成立，取代原有的警察戰術小組。1994年，配合全國服役制度，設立了「國民服役關鍵設施保衛部隊」（NS Key Installation Unit）；1998年再成立「國民服役輕型突擊部隊」（Full-time Light Strike Force），進一步強化國民服役警員參與度。

### 都市安全與公共秩序應對
2005年，警方成立「地鐵警衛隊」，負責地鐵站及車廂內的武裝巡邏，首次將前線勤務常規化。2009年8月15日，該部隊脫離特別行動指揮處並獨立運作，更名為「公共交通保安指揮處」。
在2017年警察年度工作計劃研討會中，警察部隊宣布將成立新的國民服役部隊——公共秩序部隊（Public Order Troops，POT）。該部隊於2018年9月納入PTU架構下，可於重大騷亂、緊急事件或恐怖襲擊發生時，與正規部隊協同作戰。公共秩序部隊於2023年全面投入運作。

### 國際維和任務
特別行動指揮處亦負責組建與協調「維和部隊」，其人員接受特別訓練，並代表新加坡參與由聯合國維和行動部（UN DPKO）領導的海外任務。

### 重大事件
1978年4月25日清晨，警察儲備部隊第一分隊的李金來警員在翡珑山基地執行哨崗勤務時遭綁架，隨後在一輛計程車內被發現已遭刺殺身亡。
同年5月17日，警察儲備部隊第一分隊的SGT Toh Say Tin在執行特別任務期間，於馬林百列海域試圖從海警快艇PA 6登上另一艘船時滑倒落海。他不諳水性，亦未穿著救生衣，最終被海流沖走。其遺體於1978年5月19日，在距事發地約八公里處被尋獲。

## 裝備

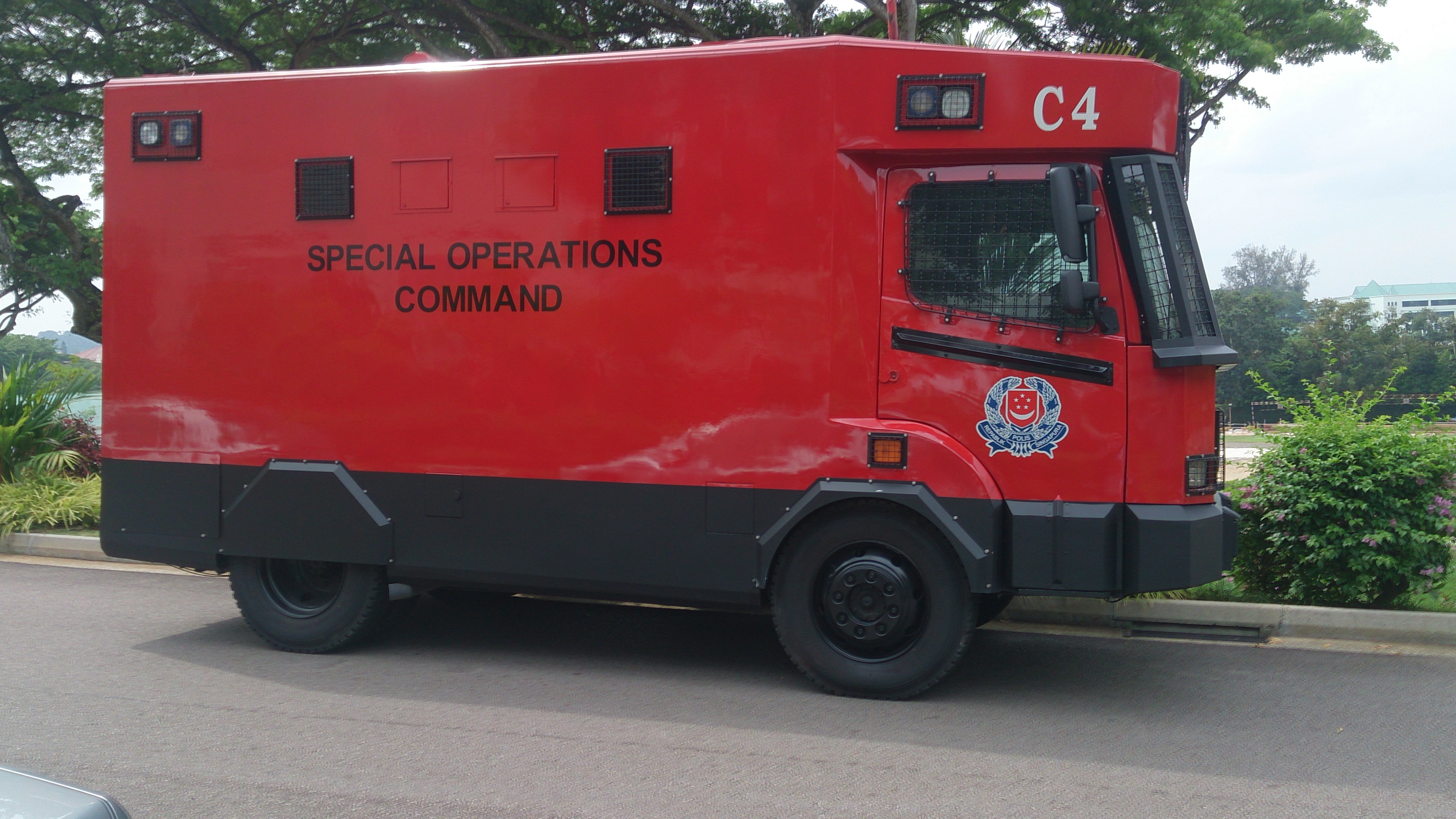
特別行動指揮處常使用紅色戰術車輛，俗稱「紅車」（福建话：Âng-chhia）進行部署

據報導，特別行動指揮處使用以下類型的槍械：
| 型號            | 類型       | 原產地 |
| --------------- | ---------- | ------ |
| 斯芬克斯3000    | 半自動手槍 | 瑞士   |
| HK MP5冲锋枪    | 衝鋒槍     | 德国   |
| FN SCAR突擊步槍 | 突擊步槍   | 比利时 |

## 行動紀錄
- 1955年5月：福利巴士工潮（英语：Hock Lee bus riots）[2]
- 1956年：華文中學暴動[2]
- 1963年7月：安乐岛事件（英语：Pulau Senang prison riot）
- 1979年11月：中峇魯巴士挾持事件（英语：Tiong Bahru bus hijacking）
- 2013年12月：小印度骚乱